# Heilige Barbara (Notre-Dame de Poissy)

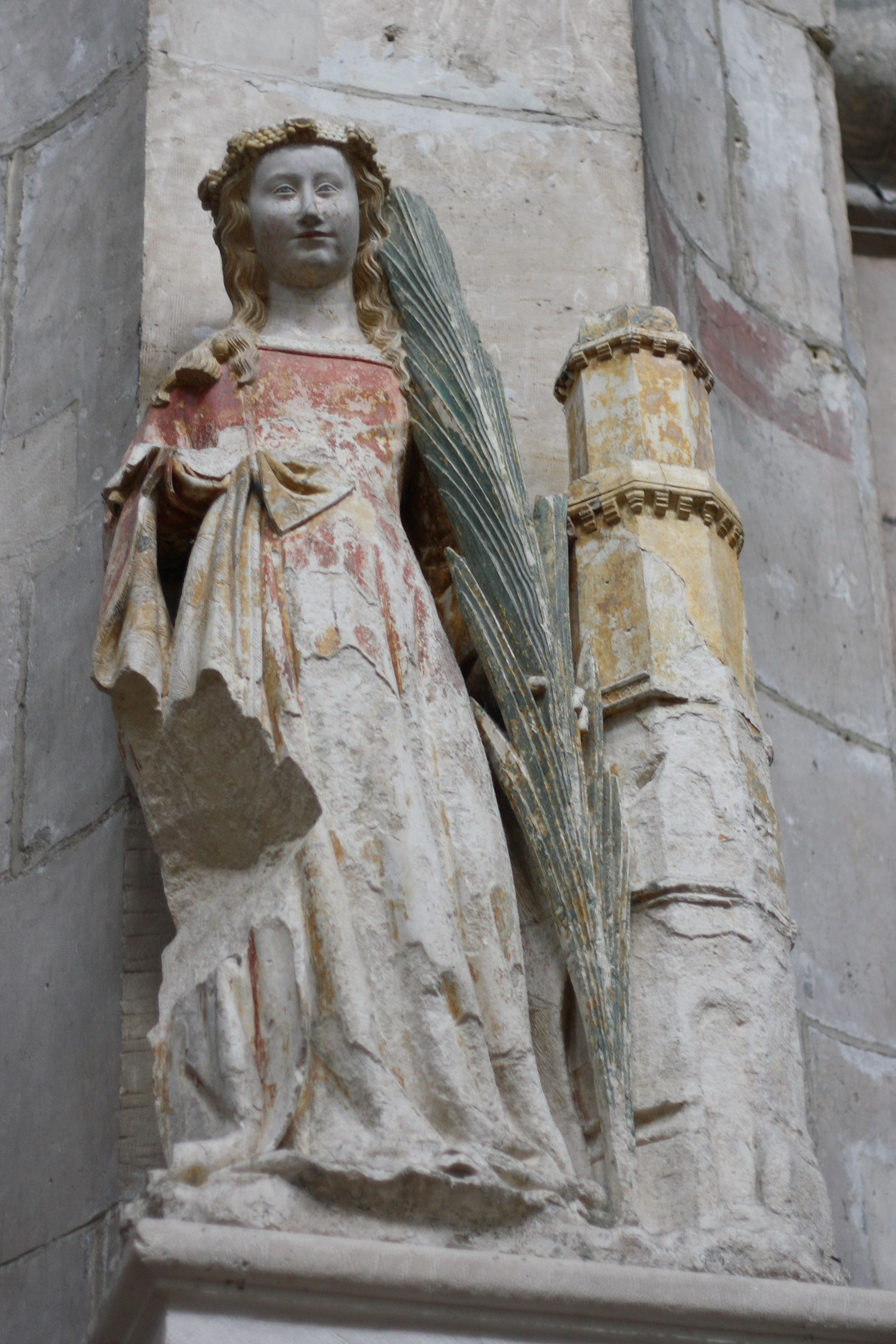
Statue der heiligen Barbara in Poissy

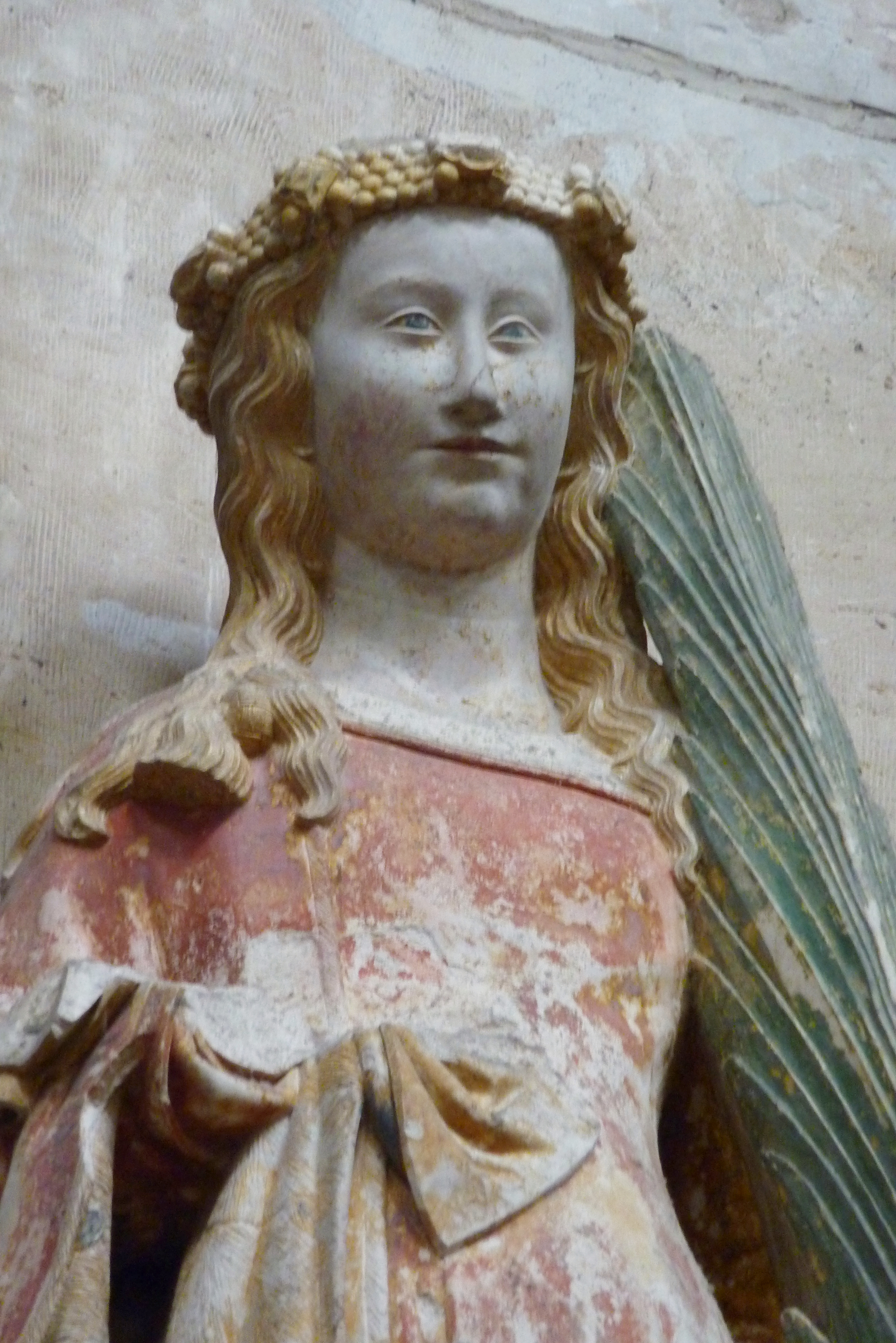
Detail der heiligen Barbara

Die heilige Barbara ist eine Skulptur der Märtyrin Barbara von Nikomedien in der Pfarrkirche Notre-Dame in der Stadt Poissy im französischen Département Yvelines (Region Île-de-France). Die Skulptur aus der ersten Hälfte des 16. Jahrhunderts ist seit 1908 als Monument historique in die Liste der denkmalgeschützten Objekte (Base Palissy) in Frankreich aufgenommen.

## Beschreibung
Die von einem unbekannten Künstler geschaffene Skulptur besteht aus Kalkstein mit einer Bemalung, die zum Teil erhalten ist: das Grün der Märtyrerpalme, das Rot des Kleides und das Gold des lang herabfallenden Haares. Neben der Heiligen steht ein Turm, das bekannteste Attribut der hl. Barbara. Die hl. Barbara mit einem rundlichen, puppenhaften Gesicht hat einen Teil ihres prächtigen Kleides über ihren rechten Arm gelegt.
Die 1,40 m hohe und 63 cm breite Skulptur der aufrecht stehenden und einen leichten Hüftschwung zeigenden Barbara weist noch Spuren der Arbeitswerkzeuge auf. Die Kathedrale von Amiens besitzt eine der frühesten Darstellungen von Heiligen mit Hüftschwung aus dem 15. Jahrhundert. Leider weist die Skulptur größere Beschädigungen auf: Der rechte Arm fehlt und ebenfalls ein Teil der rechten Körperhälfte. Die neuzeitlichen Ergänzungen der Fehlstellen wurden bei der letzten Restaurierung wieder entfernt. Der fast ebenso hohe ockerfarbene Turm hat Risse und Beschädigungen.